# Strjama
Die Strjama (bulgarisch Стряма) ist ein linksseitiger (nördlicher) Nebenfluss der Mariza in Zentralbulgarien, der ausschließlich in der Oblast Plowdiw verläuft.

## Verlauf
Der 110,1 km lange Fluss entspringt im Nationalpark Zentralbalkan am Gipfel Weschen, mit 2198 m über dem Meeresspiegel einer der höchsten Berge im Balkangebirge. Nächste Station ist das südöstlich 8 km (Luftlinie) entfernt liegende Klissura. Weiter fließt die Strjama in östlicher Richtung durch das westliche Rosental. Bei Banja wendet sie sich nach Süden und verläuft teilweise parallel zur Straße Nr. 64. Sie unterquert die Autobahn A1 und mündet 15 km östlich von Plowdiw in die Mariza.